# Karim Rashid

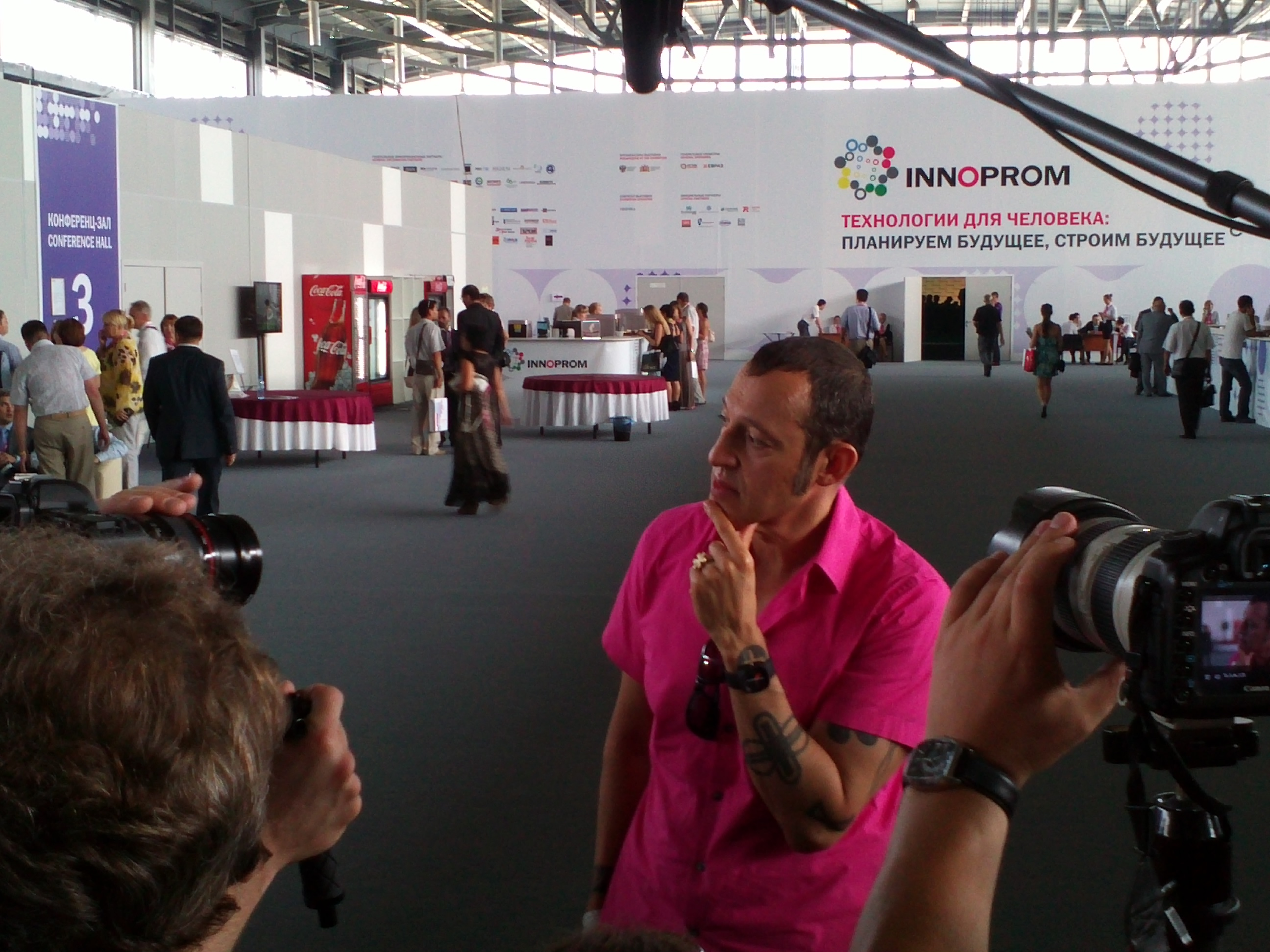
Karim Rashid (Innoprom-2012)

Karim Rashid (* 18. September 1960 in Kairo) ist ein US-amerikanischer Designer. Er gilt als der „Popstar der Designwelt“.

## Leben
Karim Rashid, Sohn ägyptisch-englischer Eltern, wuchs in Kanada auf. Er studierte Industriedesign an der Carleton University in Ottawa. Nach seinem Bachelor-Abschluss 1982 absolvierte er ein postgraduales Nachdiplomstudium bei Ettore Sottsass und Praktika bei Rodolfo Bonetto und KAN Design. Er betreibt seit 1993 in New York City und Rotterdam eigene Designstudios und ist weltweit tätig. In Deutschland ist Rashid insbesondere für das Design der Hotelkette prizeotel bekannt.
Rashid war 10 Jahre lang außerordentlicher Professor für Industriedesign und ist heute ein häufiger Gastdozent an internationalen Universitäten und in Konferenzen weltweit. 2005 erhielt er die Ehrendoktorwürde des Corcoran College of Art and Design (CCAD) in Washington DC und 2006 die Ehrendoktorwürde des Ontario College of Art & Design (OCAD) in Toronto.
Seinen internationalen Durchbruch feierte Rashid 1996 mit dem Plastikpapierkorb „Garbo Can“. Er hat insgesamt über 3.000 Designs und Objekte entworfen und realisiert sowie über 300 Designpreise erhalten. Seine Arbeiten werden in allen großen Museen der Welt ausgestellt, wie im Museum of Modern Art (MoMa) in New York, im San Francisco Museum of Modern Art und im Pariser Centre Georges Pompidou. Seinen Stil nennt er „Blobismus“ – die Welt als Blase.
2001 veröffentlichte er die Monografie „I Want to Change the World“ – sein offensives Motto und Manifest.
Rashid ist seit 2008 verheiratet mit der serbischen Chemikerin Ivana Puric. Sein Bruder ist der Architekt Hani Rashid (Asymptote Architecture).

## Preise und Auszeichnungen (Auswahl)
- Virtu National Design Award 1985, 1986, 1988, 1989, 1993, 1994, 1995, 1996, 1998
- I.D. Annual Design Review 1993, 1994, 1997, 1998, 2001, 2002, 2003, 2004, 2005, 2007
- Good Design Award 1995, 1998, 1999, 2000, 2001, 2003, 2004, 2005, 2007, 2008
- IDEA 2001, 2002, 2005, 2006
- A.D. Dunton Alumni Award of Distinction from Carleton University, 2004
- House Beautiful Annual Giants of Design Award 2005
- Design Plus 2005; red dot award: communication design 2005
- Sleep .05 European Hotel Design Award, Best Interior Design Public Spaces, 2005
- red dot design award: product design 2006, 2007, 2008, 2009, 2010
- Pratt Legend Award, Pratt Institute, New York 2006
- Boutique Design Award Best Flow 2006
- Boutique Design Award Best Restaurant 2006
- Boutique Design Award Best Use of Space 2006
- Boutique Design Award Best Use of Lighting 2006
- iF Industrie Forum Design 2007
- FAMAB ADAM Award 2007
- ADEX Award for Design Excellence 2007, 2008, 2009
- Compasso d’Oro Award 2008
- Electronic House 2008 Product of the Year
- IDSA Industrial Design Excellence Award Silver 2008
- Cersaie Award 2008 Best Exhibition Stand
- Forbes Traveler 50 Best New Hotels 2008
- Actualidad Económica award for Best Ideas of the Year 2009
- Popai Gold Medal for Technics and Innovation 2009

## Schriften
- Karim Rashid: I Want to Change the World, Universe Publishing 2001, ISBN 0-7893-0531-3
- Karim Rashid: Evolution, Universe Publishing 2004, ISBN 0-7893-1197-6
- Digipop, Taschen (Mul edition) 2005, ISBN 3-8228-3995-7
- Design Your Self: Rethinking the Way You Live, Love, Work, and Play, Collins Design 2006, ISBN 0-06-083902-3
- KarimSpace: The Interior Design and Architecture of Karim Rashid, Rizzoli 2009, ISBN 0-8478-3231-7, mit Einführung von Alessandro Mendini und Vorwort von Daniel Libeskind